# オースティン・マドックス
オースティン・ディーン・マドックス（Austin Dean Maddox, 1991年5月13日 - ）は、アメリカ合衆国フロリダ州デュバル郡ジャクソンビル出身の元プロ野球選手（投手）。右投右打。

## 経歴
2009年のMLBドラフト37巡目（全体1129位）でタンパベイ・レイズから指名されたが、契約せずにフロリダ大学へ進学した。1年時には三塁手として17本塁打を放った。
2012年のMLBドラフト3巡目（全体118位）でボストン・レッドソックスから指名され、プロ入り。契約後、傘下のルーキー級ガルフ・コーストリーグ・レッドソックスでプロデビュー。A-級ローウェル・スピナーズでもプレーし、2球団合計で4試合に先発登板して0勝1敗・防御率1.13・8奪三振の成績を残した。
2013年はA級グリーンビル・ドライブでプレーし、33試合（先発7試合）に登板して4勝6敗1セーブ・防御率5.63・65奪三振の成績を残した。
2014年はA+級セイラム・レッドソックスでプレーし、10試合に登板して1勝1敗1セーブ・防御率5.82・22奪三振の成績を残した。
2015年もA+級セイラムでプレーし、20試合に登板して1勝4敗10セーブ・防御率3.71・22奪三振の成績を残した。
2016年はA+級セイラム、AA級ポートランド・シードッグス、AAA級ポータケット・レッドソックスでプレーし、3球団合計で39試合（先発2試合）に登板して5勝3敗5セーブ・防御率3.59・64奪三振の成績を残した。
2017年は開幕をAA級ポートランドで迎え、AAA級ポータケットを経て6月15日にメジャー契約を結んでアクティブ・ロースター入りすると、17日のヒューストン・アストロズ戦でメジャーデビューを果たした。この年メジャーでは13試合に登板して防御率0.52・14奪三振の好成績を残し、ポストシーズンのメンバーにも抜擢された。
2018年は、右肩の故障のためメジャーでの登板はなく、マイナーでも8試合の登板にとどまり、9月に回旋筋腱板の手術をおこなった。
2019年はリハビリに専念したが、故障からの復帰は叶わず、2020年2月28日に現役引退を発表した。

## 投球スタイル
フォーシームとチェンジアップを高低に投げ分けて、凡フライか三振に仕留めるパワーピッチャーである。

## 詳細情報

### 年度別投手成績
| 年 度    | 球 団    | 登 板 | 先 発 | 完 投 | 完 封 | 無 四 球 | 勝 利 | 敗 戦 | セ 丨 ブ | ホ 丨 ル ド | 勝 率 | 打 者 | 投 球 回 | 被 安 打 | 被 本 塁 打 | 与 四 球 | 敬 遠 | 与 死 球 | 奪 三 振 | 暴 投 | ボ 丨 ク | 失 点 | 自 責 点 | 防 御 率 | W H I P |
| -------- | -------- | ----- | ----- | ----- | ----- | -------- | ----- | ----- | -------- | ----------- | ----- | ----- | -------- | -------- | ----------- | -------- | ----- | -------- | -------- | ----- | -------- | ----- | -------- | -------- | ------- |
| 2017     | BOS      | 13    | 0     | 0     | 0     | 0        | 0     | 0     | 0        | 0           | ----  | 67    | 17.1     | 13       | 1           | 2        | 0     | 0        | 14       | 0     | 0        | 1     | 1        | 0.52     | 0.87    |
| MLB：1年 | MLB：1年 | 13    | 0     | 0     | 0     | 0        | 0     | 0     | 0        | 0           | ----  | 67    | 17.1     | 13       | 1           | 2        | 0     | 0        | 14       | 0     | 0        | 1     | 1        | 0.52     | 0.87    |

### 背番号
- 64（2017年 - 同年途中）
- 71（2017年途中 - 同年終了）